# Kościół Zwiastowania Najświętszej Maryi Panny w Podedwórzu
Kościół Zwiastowania Najświętszej Maryi Panny – rzymskokatolicki kościół filialny należący do parafii Podwyższenia Krzyża Świętego w Podedwórzu (dekanat Wisznice diecezji siedleckiej).
Budowę świątyni rozpoczął w 1805 roku Józef Szlubowski, po jego śmierci kontynuowali ją synowie Ignacy i Jan (została ukończona w 1811 roku i konsekrowana została przez biskupa lubelskiego Wojciecha Józefa Skarszewskiego). Świątynia powstała jako prywatna kaplica grobowa, dlatego w jej podziemiach znajdują się krypty, w których chowano zmarłych z rodziny Szlubowskich. Chowano ich notabene aż do 1868 roku, gdy z powodu kłopotów finansowych Szlubowscy musieli sprzedać majątek i wyprowadzić się z Opola.
Kaplica w stylu klasycystycznym została zaprojektowana zapewne przez architekta Piotra Augnera. Została wzniesiona jako budowla jednonawowa, wewnątrz dominującym elementem jest półkolista jońska kolumnada, za pomocą której zostało wydzielone prezbiterium. Podtrzymuje ona belkowanie, które otacza nawę dookoła. Wnętrze doświetlają ogromne okna umieszczone w arkadowych wnękach. Kolumny – w formie płytkiego, czterokolumnowego portyku toskańskiego, zwieńczonego trójkątnym przyczółkiem – poprzedzają także fasadę. Nad gzymsem wieńczącym jest umieszczona schodkowa attyka.
Świątynia pełniła funkcję kościoła parafialnego do 1877 r., kiedy władze carskie zabroniły odprawiać w nim nabożeństw. W 1890 r. władze przekazały budynek Cerkwi prawosławnej, ta jednak go nie potrzebowała i nie wykorzystywała. Katolicy kilkukrotnie upominali się o odzyskanie kościoła, lecz nawet po ukazie tolerancyjnym z 1905 roku prośby te nie przynosiły skutku. 30 kwietnia 1906 r. katolicy bezprawnie zajęli opuszczony kościół, lecz zostali z niego usunięci przez carską milicję 1 listopada 1906 r. Miesiąc później duchowni prawosławni dokonali pokazowego uroczystego poświęcenia budynku jako cerkwi. Budynek został odzyskany i ponownie poświęcony na świątynię katolicką w listopadzie 1919 r. Ponieważ jednak parafia od 1914 r. posiadała już nowy kościół, odzyskana świątynia zaczęła pełnić rolę kościoła filialnego.